# Nicu Gângă
Nicu Gângă (ur. 27 maja 1954 w Grăniceri) – rumuński zapaśnik walczący w stylu klasycznym. Dwukrotny olimpijczyk. Srebrny medalista z Montrealu 1976 i czwarte miejsce w Moskwie 1980. Startował w kategorii 52 kg.
Pięciokrotny uczestnik mistrzostw świata; złoty medalista w 1973 i 1977; srebrny w 1978 i brązowy w 1974. Ma w swoim dorobku również cztery medale mistrzostw Europy, w tym srebrny w 1977 i 1979 a brązowy w 1974 i 1978. Wicemistrz Uniwersjady w 1973, 1977 i 1981. Mistrz świata juniorów w 1973 roku.
- Turniej w Montrealu 1976

Pokonał Petyra Kirowa z Bułgarii, Rolfa Kraussa z RFN, Antonino Caltabiano z Włoch i Kōichirō Hirayame z Japonii, a przegrał z Witalijem Konstantinowem z ZSRR.
- Turniej w Moskwie 1980

Pokonał Stanisława Wróblewskiego, Lajosa Rácza z Węgier, Antonína Jelíneka z Czechosłowacji, a przegrał z Bułgarem Mładenem Mładenowem.